# Regions d'Austràlia Occidental

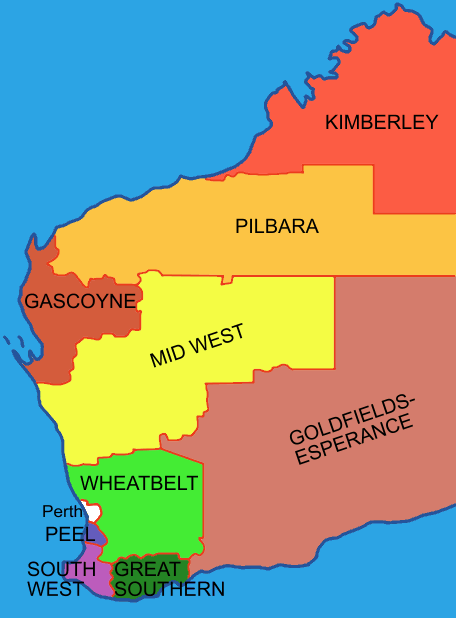
Mapa de les regions d'Austràlia Occidental.

Les regions d'Austràlia Occidental són una divisió territorial de l'estat australià d'Austràlia Occidental, creades pel Parlament estatal mitjançant l'Acta de les Comissions de Desenvolupament Regional de 1993, amb la intenció de descentralitzar la gestió del desenvolupament econòmic i equilibrar-lo en tot el territori.
Els més de dos milions i mig de quilòmetres quadrats que conformen l'estat queden repartits en nou regions més l'àrea metropolitana de Perth que es manté al marge de la divisió. Al front de cada regió hi ha una Comissió de Desenvolupament Regional encarregada, com el seu nom indica, de la gestió i promoció de les activitats econòmiques. Atesa la magnitud de la superfície de l'estat, algunes de les regions abasten una àrea comparable a la de, per exemple, tota la península Ibèrica (583.000 km2).
Cada regió agrupa un cert nombre d'àrees de govern local: cities (ciutats), towns (pobles) o shires (comarques), segons els casos i el nivell d'urbanització.

## Llista de les regions
La llista de les nou regions i la capital, amb el nombre d'àrees de govern local (LGA) que contenen, és la següent:
| Núm. | Regió                | Superfície | Població aprox. | Àrees LGA |
| ---- | -------------------- | ---------- | --------------- | --------- |
| 1.   | Gascoyne             | 135.277    | 9.900           | 4         |
| 2.   | Goldfields Esperance | 771.276    | 58.000          | 9         |
| 3.   | Great Southern       | 38.917     | 54.000          | 13        |
| 4.   | Kimberley            | 423.517    | 35.700          | 4         |
| 5.   | Mid West             | 472.336    | 52.000          | 19        |
| 6.   | Peel                 | 5.648      | 108.600         | 5         |
| 7.   | Pilbara              | 507.896    | 45.000          | 4         |
| 8.   | South West           | 23.970     | 123.000         | 12        |
| 9.   | Wheatbelt            | 154.862    | 69.000          | 44        |
| -.   | Perth                | 5.386      | 1.696.000       | 42        |